# Строцци, Бернардо
Бернардо Строцци (итал. Bernardo Strozzi), прозванный Каппуччино (итал. il Cappuccino — Капуцин), а также Прете дженовезе (итал. il Prete genovese — Генуэзский священник); ок.1581, Генуя — 2 августа 1644, Венеция) — живописец, мастер станковой живописи и фрески, рисовальщик и гравёр. Писал картины на исторические, аллегорические, бытовые сюжеты, портреты, натюрморты. Яркий представитель итальянского барокко. Его творчество также связывают с тенденциями натурализма и караваджизма в искусстве XVII века. Он родился и вначале работал в Генуе, а во второй половине жизни — в Венеции. Поэтому его творчество относится к обеим школам.

## Биография
Бернардо, вероятно, родился в Кампо-Лигуре, городе в долине Стура, в глубине Генуи, в семье, которую его ранние биографы определяют как бедную. Считается, что он не связан с флорентийской семьёй Строцци. Его родовая фамилия: Пиццорно. Отец был родом из Россильоне, мать — из Кампо-Лигуре.
Бернардо Строцци обучался рисунку и живописи в мастерской Чезаре Корте, второстепенного генуэзского художника, чьи работы отражали стиль позднего маньеризма Луки Камбьязо. Впоследствии Бернардо присоединился к мастерской Пьетро Сорри, сиенского художника-новатора, жившего в Генуе с 1596 по 1598 год. Сорри приписывают то, что он увёл Строцци от позднего маньеристского стиля Камбьязо к большему натурализму.
В 1598 году в семнадцать лет Строцци вступил в монашеский орден капуцинов, реформистскому ответвлению францисканского ордена. В это время он, вероятно, писал для ордена религиозные композиции, в том числе множество сцен со святым Франциском Ассизским. Будучи монахом монастыря капуцинов Святого Варнавы (San Barnaba), Бернардо Строцци получил прозвание «Капуччино» (il Cappuccino), а поскольку ему около 1608 года было разрешено покинуть монастырь и стать приходским священником, он также стал известен под прозванием «Генуэзский священник» (Prete genovese). Строцци покинул монастырь капуцинов, чтобы заботиться о своей матери и незамужней сестре, оставшимся без средств после смерти отца. Он поддерживал свою семью написанием и продажей картин.
Престиж художника укрепился в течение следующего десятилетия, после того как влиятельные генуэзские семьи Дориа и Чентурионе стали его покровителями. Бернардо Строцци смог получить заказ на грандиозные фрески в хоре церкви Сан-Доменико, выполненные по заказу членов семьи Дориа, Джованни Карло и его двоюродного брата Джованни Стефано. Позднее эта работа почти полностью погибла и ныне известна только благодаря подготовительному масляному боццетто (эскизу) с изображением «Видения Святого Доминика (Рая)», находящемуся в Музее Лигурийской академии изящных искусств в Генуе.
Между 1614 и 1621 годом Бернардо Строцци числился корабельным инженером Генуэзской республики. В Генуе Бернардо познакомился с последователями Караваджо: французским живописцем Симоном Вуэ (находился в Генуе в 1620—1621 годах) и итальянцем Орацио Джентилески (был в Генуе в 1621—1623 годах), что сказалось на его собственной живописной манере. Также на творчество Строцци повлияло знакомство с произведениями Рубенса и ван Дейка, работавшими в Генуе и оставившими там много своих картин.
Считается, что с конца апреля до конца июля 1625 года Бернардо Строцци проживал в Риме, куда его вызвали монахи ордена, чтобы поддержать их попытку усилить присутствие капуцинов в папском городе. С 1625 года отношения Строцци с орденом капуцинов обострились. После смерти своего покровителя Джованни Карло Дориа в 1625 году он был обвинён церковным судом в незаконном занятии живописью, получении прибыли от продажи картин, а также в рисовании светских предметов, что несовместимо с его статусом священника.
Известно, что орден осуждал светские картины, такие как портреты и жанровые композиции. Конфликт достиг апогея в 1630 году, когда Строцци после смерти матери и замужества сестры отказался вернуться в монастырь. По этой причине он был заключён в тюрьму. Его арест длился около восемнадцати месяцев.
Около 1632 года Строцци поселился в Венеции. Он привлёк внимание многих венецианских живописцев и постепенно получил признание как один из ведущих художников своего времени. Дож Венеции Франческо Эриццо стал одним из его выдающихся покровителей. Среди других покровителей были кардинал и патриарх Венеции Федерико Бальдиссера Бартоломео Корнаро и некоторые члены известной семьи Гримани, а также многие выдающиеся венецианцы, такие как музыканты Клаудио Монтеверди, Барбара Строцци и поэт Джулио Строцци (неясно, были ли эти две семьи тесно связаны). Художник работал над важными общественными заказами. Он выполнил алтари в церкви Оспедале дельи Инкурабили и церкви Сан-Никола-да-Толентино, а также написал тондо, представляющее собой аллегорию скульптуры, для читального зала Библиотеки Марчиана. Строцци было разрешено использовать почётное звание монсеньора, хотя в целом он оставался известным под популярным именем «генуэзского священника».
В мастерской Строцци работали его помощники и ученики. Мастер скончался в Венеции 2 августа 1644 года.

## Творчество
Деятельность лигурийца Бернардо Строцци полностью вписывается в «необыкновенную историю генуэзской живописи века барокко», несмотря на то, что только вначале Строцци работал в Генуе, а во второй половине своей жизни — в Венеции. Его произведения оказали значительное влияние на развитие изобразительного искусства в обоих городах. Строцци до настоящего времени считают главным основоположником стиля венецианского барокко. Его мощное искусство выделяется богатыми и яркими красками. Для картин Строцци характерны полуфигурные композиции с эффектными, экспрессивными жестами персонажей, изображённых почти в натуральную величину.
Произведения Строцци изначально были вдохновлены тосканской школой живописи, а впоследствии находились под влиянием ломбардских и фламандских художников. Знакомство с творчеством Антониса ван Дейка, Питера Пауля Рубенса и других фламандских художников, проживавших в Генуе, способствовало тенденциям натурализма и окончательному отказу от маньеристических тенденций флорентийской и римской школ. «Крупные тяжёлые формы он воспринял от Рубенса, а бытовой натурализм и эффекты освещения от Караваджо».
В санкт-петербургском Эрмитаже имеется четыре картины Бернардо Строцци. Выдающийся историк искусства и художник А. Н. Бенуа в своём знаменитом «Путеводителе по картинной галерее Императорского Эрмитажа» писал о художнике:

«Этот мастер находился под влиянием Караваджо (или его последователей), но и он сумел отойти от жёсткого, сурового принципа натуралистичной школы и найти более декоративные приёмы… Зачисление мастера в ряды первоклассных художников оправдывается его виртуозной живописью, мягкостью светотени, а также красивой, если и не богатой гаммой красок» 

## Галерея

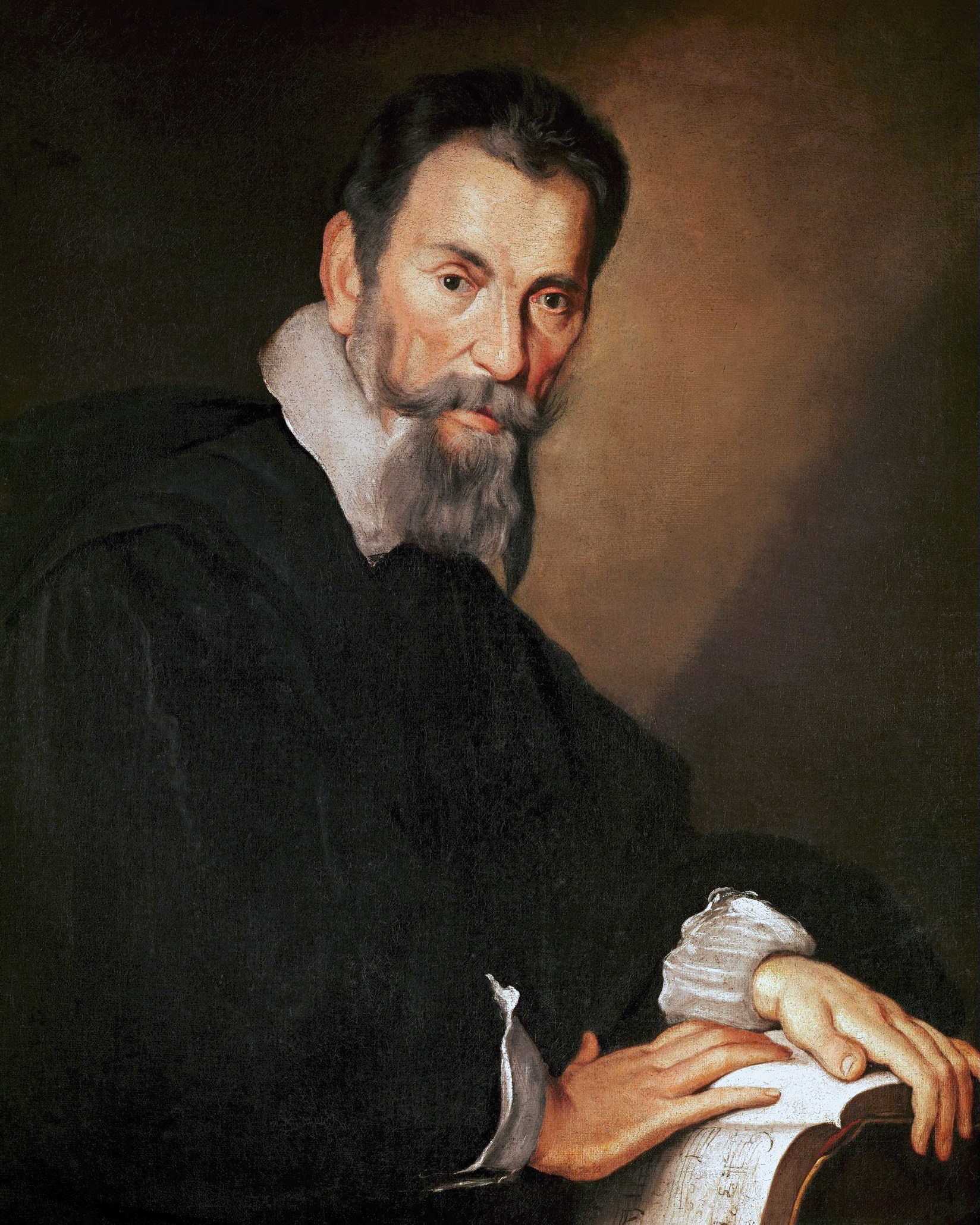
Портрет Клаудио Монтеверди. Ок. 1630. Холст, масло. Земельный музей Фердинандеум, Тироль
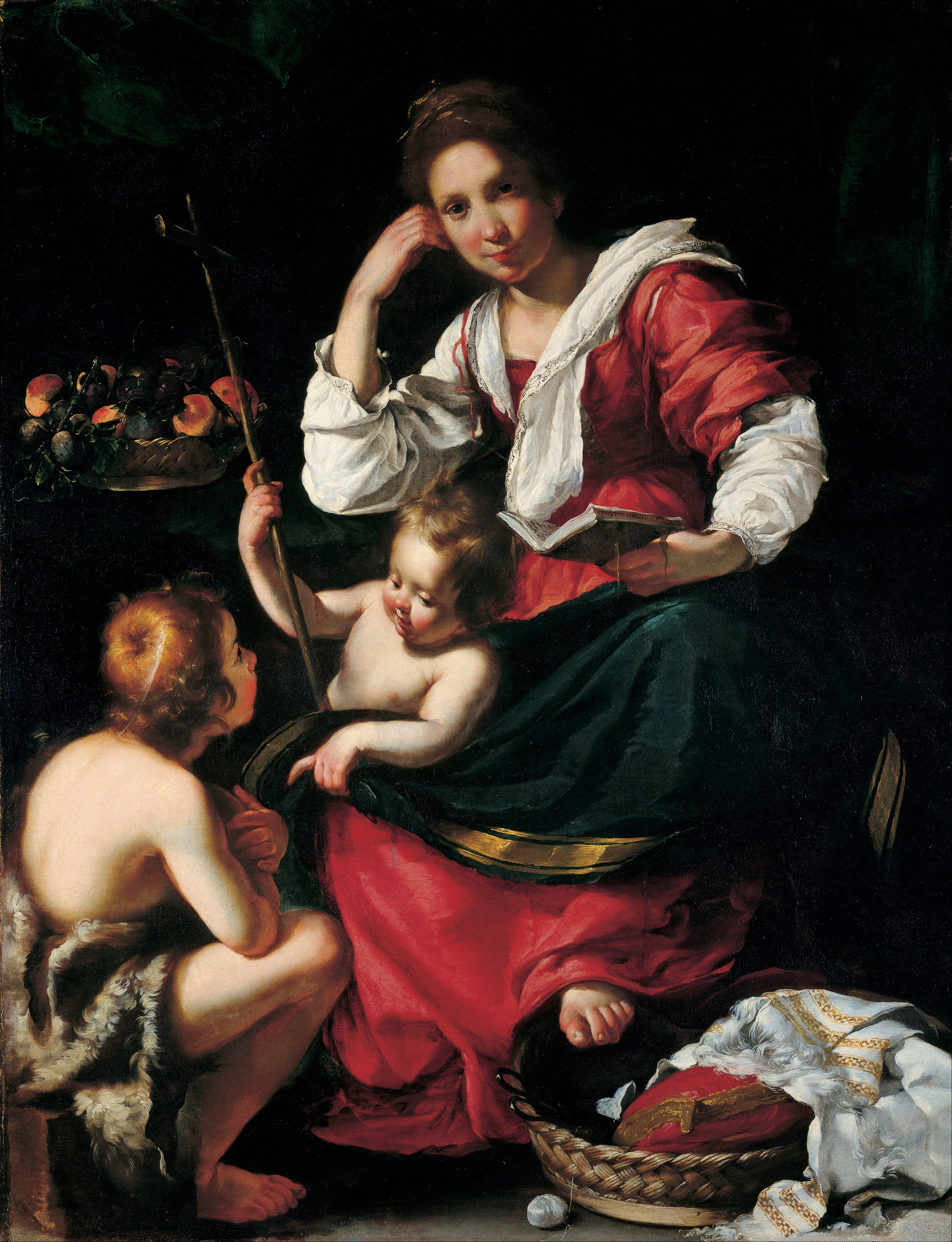
Мадонна с Младенцем и маленьким Иоанном Крестителем. Ок. 1620. Холст, масло. Палаццо Россо, Музеи Страда Нуова, Генуя
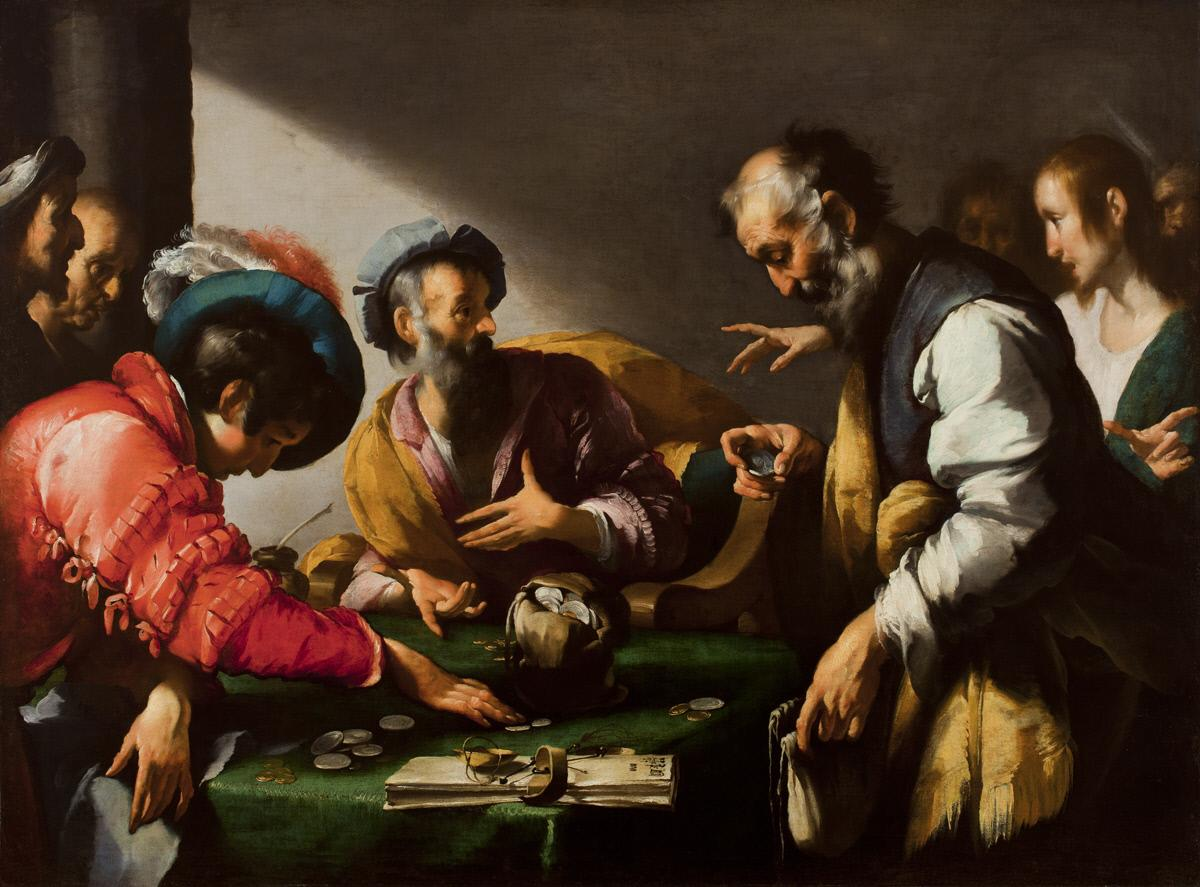
Призвание Святого Матфея. Ок. 1620. Холст, масло. Вустерский музей искусств, Вустер, США
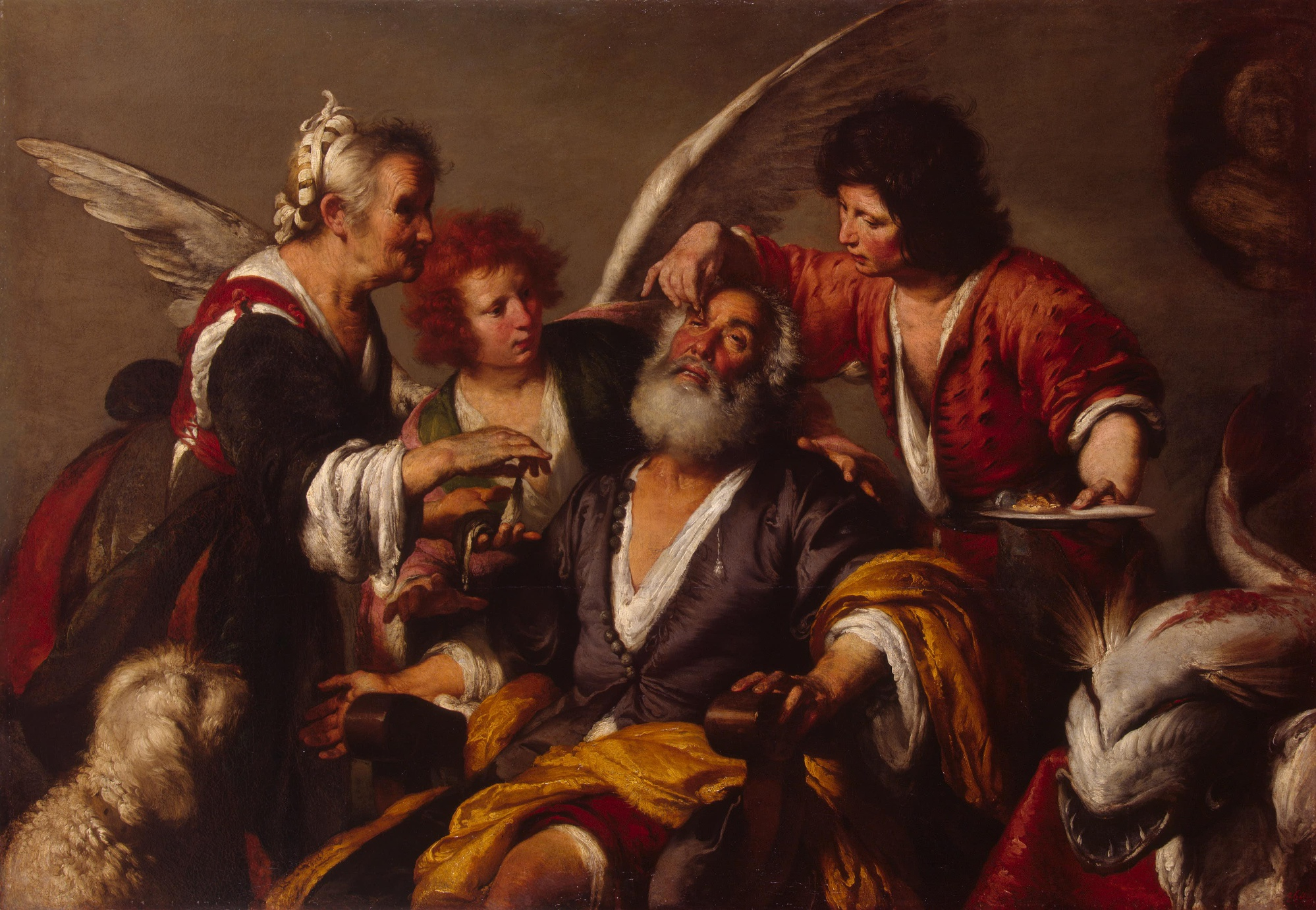
Исцеление Товита. Ок. 1635. Холст, масло.  Государственный Эрмитаж, Санкт-Петербург
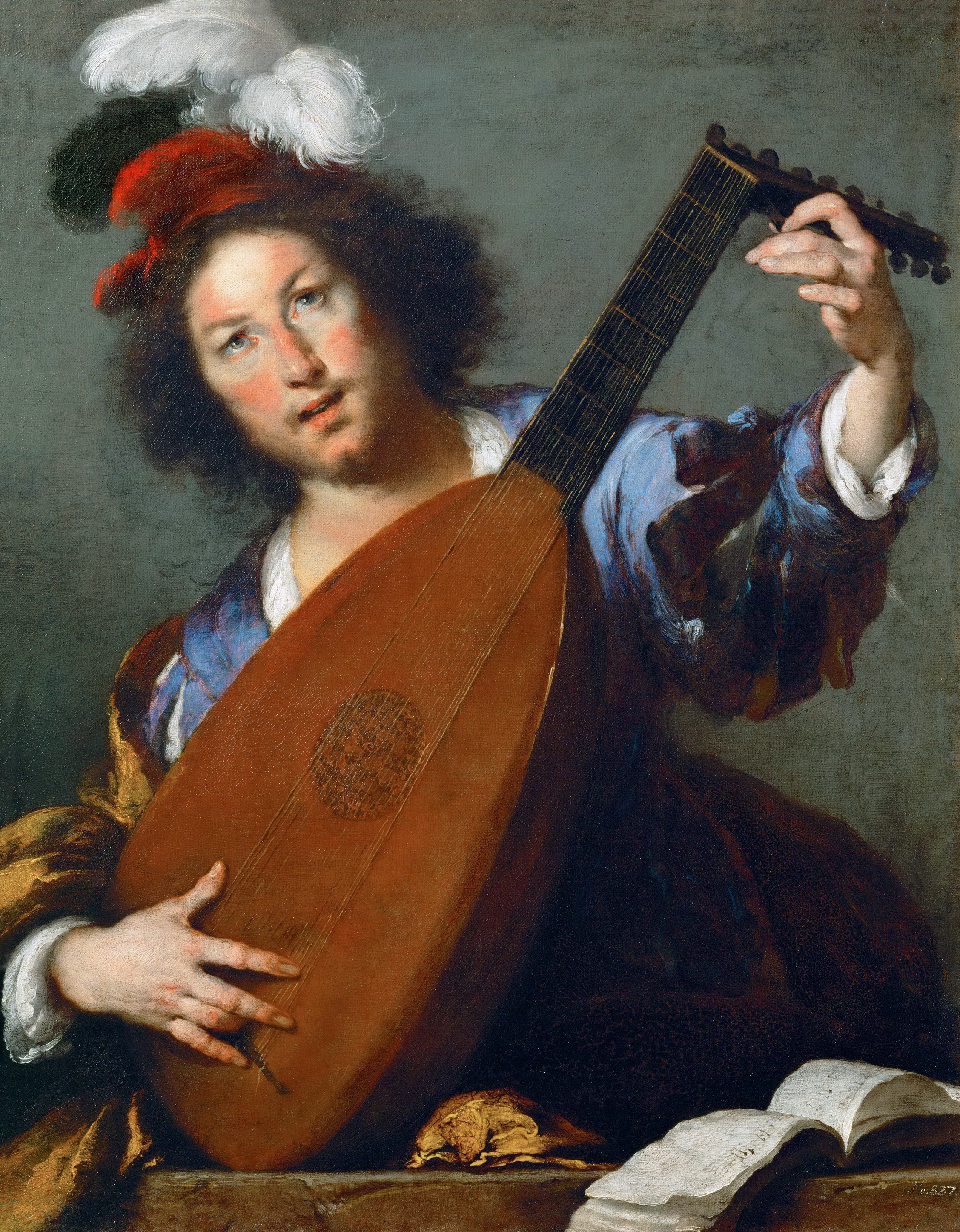
Лютнист. Между 1630 и 1635. Холст, масло. Музей истории искусств, Вена
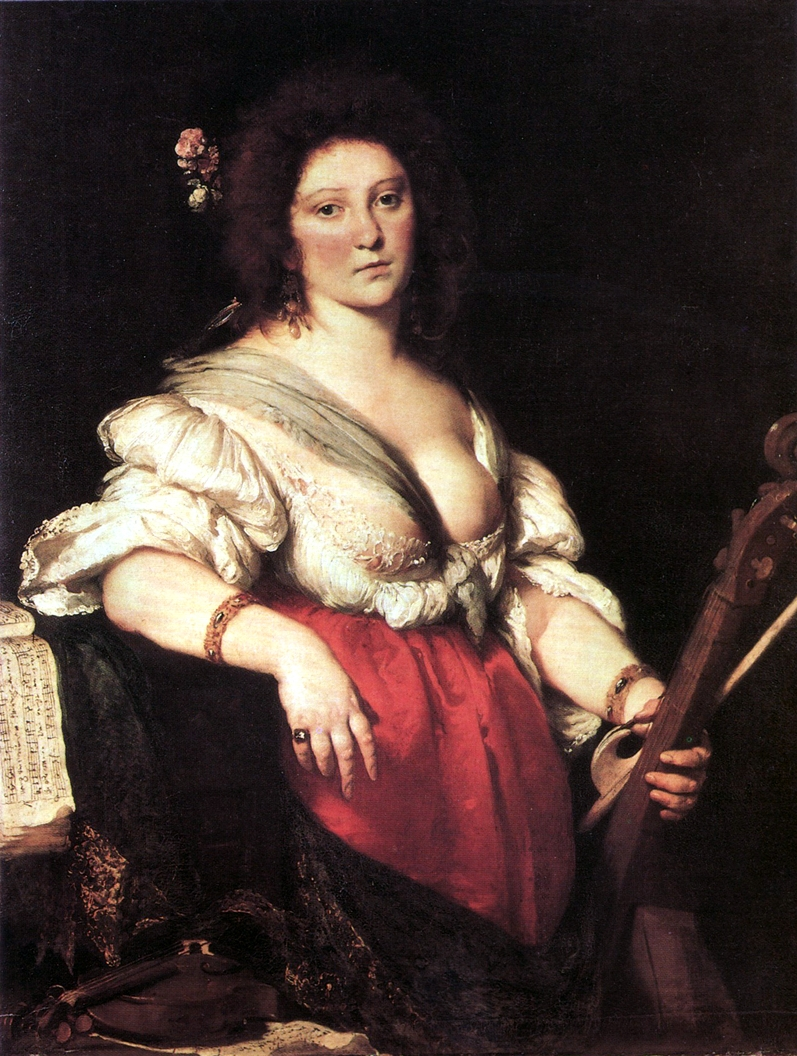
Женщина с виолой-да-гамба (Портрет Барбары Строцци). 1630-е. Холст, масло. Галерея старых мастеров, Дрезден
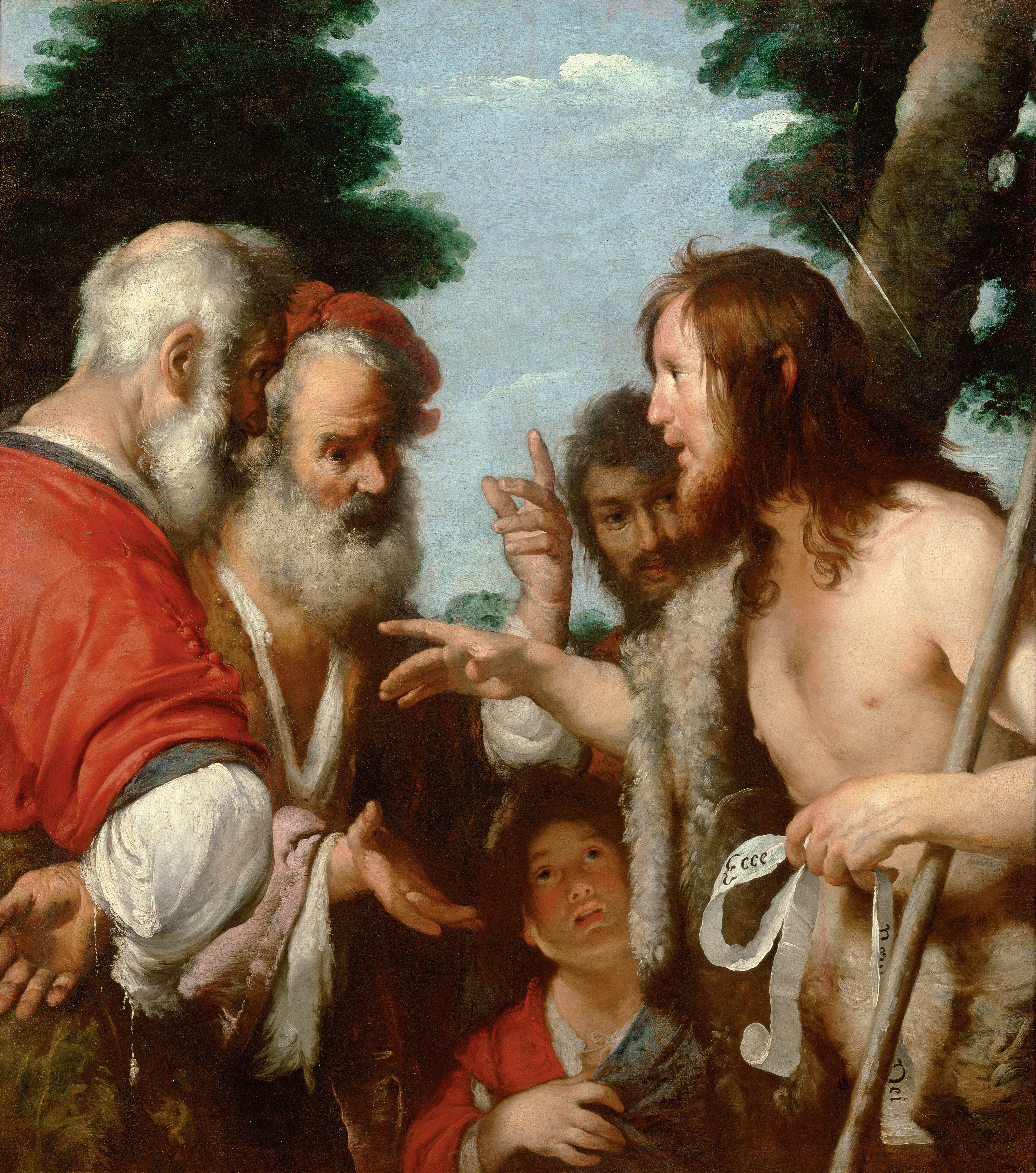
Проповедь Иоанна Крестителя. Ок. 1644. Холст, масло. Музей истории искусств, Вена
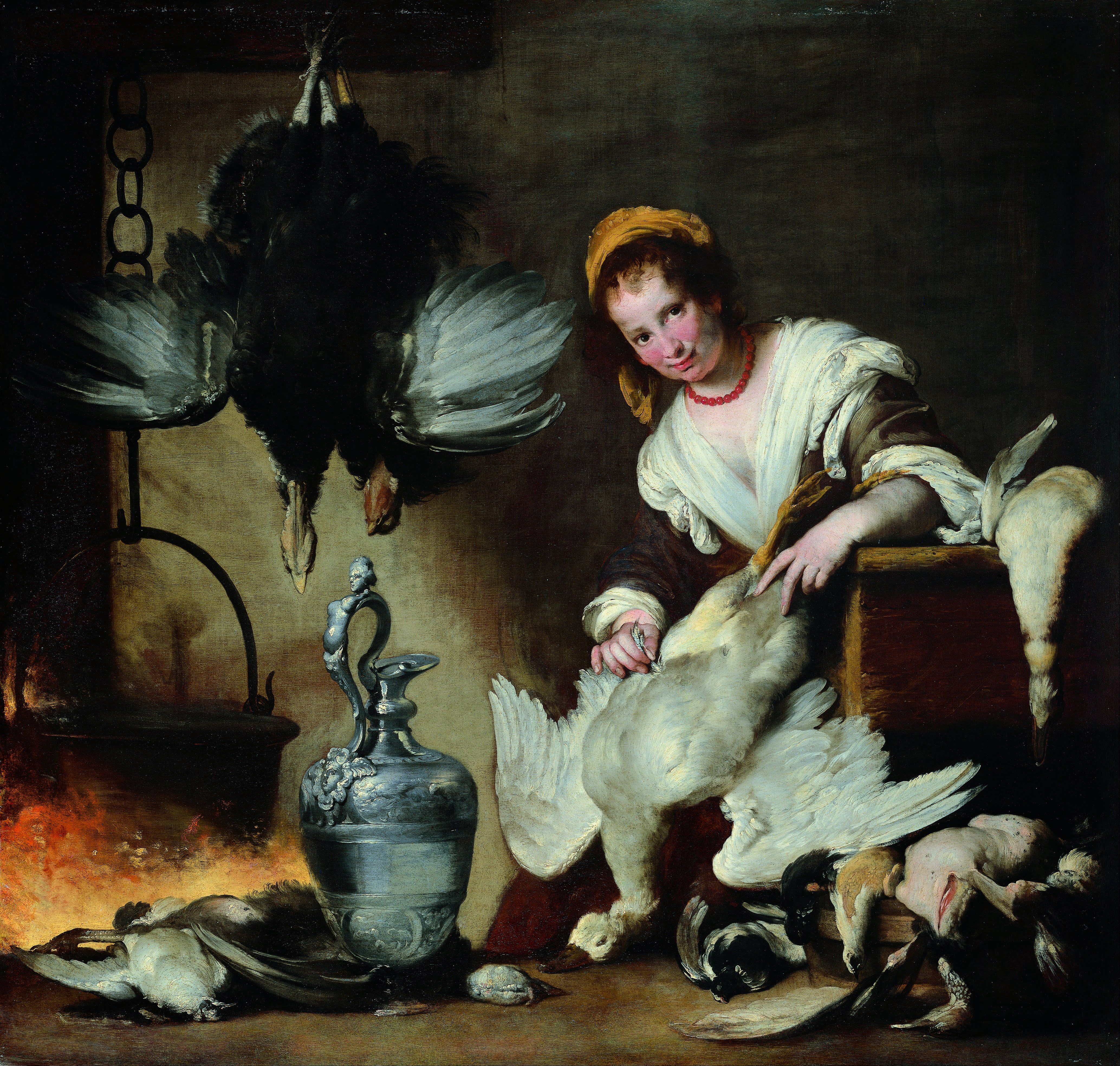
Кухарка. 1625. Холст, масло. Палаццо Россо, Музеи Страда Нуова, Генуя
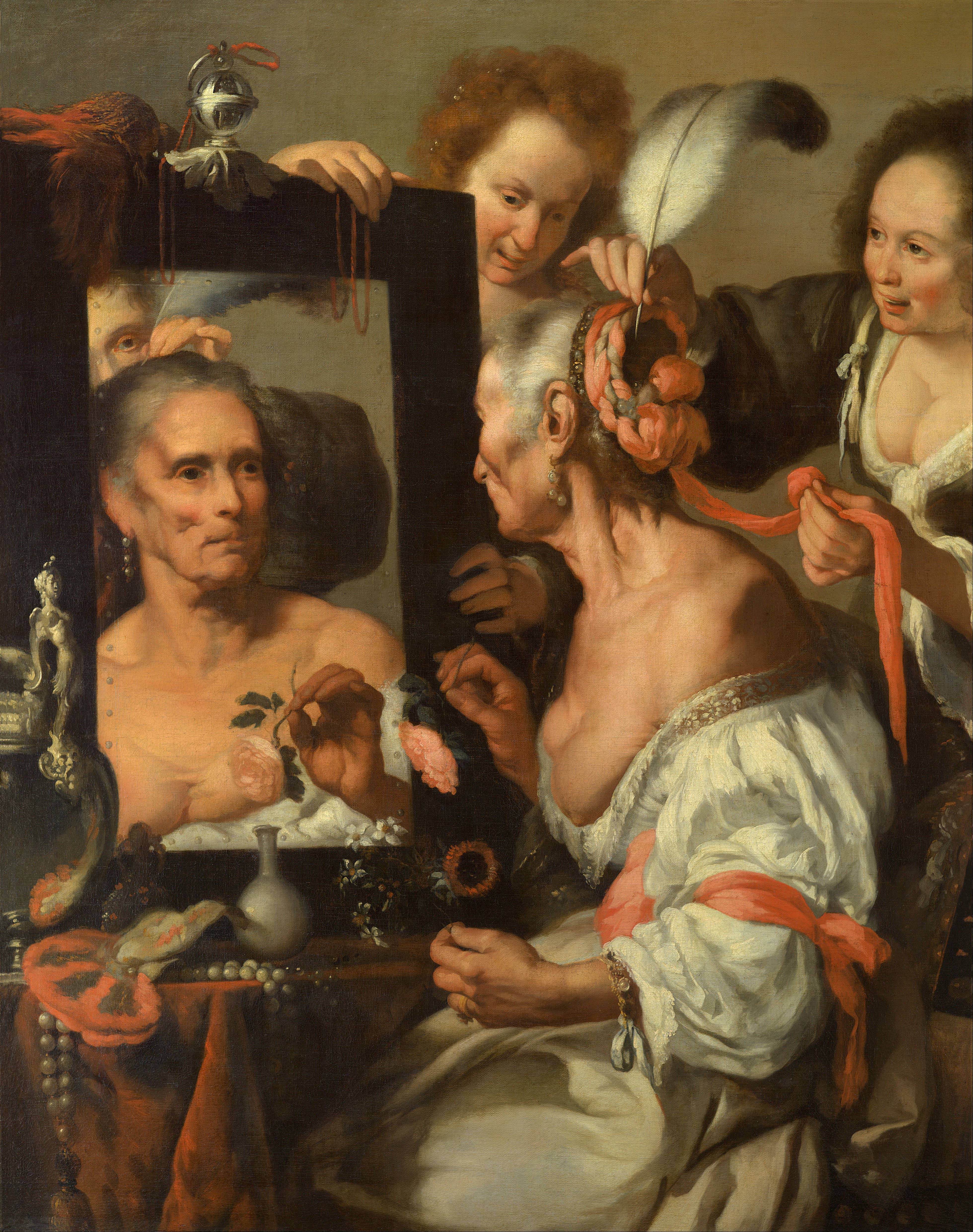
Ванитас (Старая кокетка). Ок. 1637. Холст, масло. Государственный музей изобразительных искусств имени А. С. Пушкина, Москва